# Równina Kurpiowska
Równina Kurpiowska (318.65) – mezoregion fizycznogeograficzny w północno-wschodniej Polsce, stanowiący północno-wschodnią część Niziny Północnomazowieckiej. Region graniczy od północy z Równiną Mazurską, od zachodu ze Wzniesieniami Mławskimi, od południowego zachodu z Wysoczyzną Ciechanowską, od południowego wschodu z Doliną Dolnej Narwi, a od północnego wschodu z Wysoczyzną Kolneńską. Równina Kurpiowska leży na pograniczu trzech województw:  mazowieckiego, podlaskiego i warmińsko-mazurskiego.
Jest to rozległy sandr na południowym przedpolu Pojezierza Mazurskiego, poprzecinany dolinami niewielkich rzek. Jej płaski, równinny krajobraz urozmaicają wydmowe wzgórza. Najliczniej występują w międzyrzeczach Pisy, Szkwy i Rozogi, gdzie teren wznosi się 100–150 m n.p.m. i opada łagodnie w kierunku południowym. Doliny rzek są tu płaskie, szerokie, a w ich obrębie dominują łąki kośne i pastwiska. Melioracji uniknęła tylko dolina Pisy, zachowując naturalny charakter rzeki nizinnej z licznymi meandrami i starorzeczami. Wzdłuż Pisy ciągną się lasy i otwarte, podmokłe terasy zalewowe, wykorzystywane głównie jako łąki. Równinę Kurpiowską porastała pierwotnie Puszcza Zielona (Kurpiowska). Obecnie, lasy nie stanowią już zwartego kompleksu jak kiedyś, lecz są porozcinane siecią pól, łąk i dolin rzecznych. Na omawianym obszarze lasy dominują powierzchniowo, zajmując ponad 17 000 ha.
Głównymi miejscowościami regionu są Kadzidło, Chorzele i Myszyniec.